# Valvojat
Valvojat è il terzo album della cantante finlandese Katri Ylander. Ha venduto circa 4 000 copie in Finlandia.

## Tracce
1. Maailman ihanin
2. Oikea aika
3. Nyt
4. Kadonneet
5. Valvojat
6. Ne joita mietitään
7. Sisko
8. Onnenveto
9. Pois mun tieltä
10. Kuusiaita
11. Langanpäät
12. Tyttö

## Classifiche
| Classifica (2009) | Posizione massima |
| ----------------- | ----------------- |
| Finlandia         | 6                 |